# Lepthyphantes eugeni
Lepthyphantes eugeni este o specie de păianjeni din genul Lepthyphantes, familia Linyphiidae, descrisă de Roewer în anul 1942. Conform Catalogue of Life specia Lepthyphantes eugeni nu are subspecii cunoscute.